# Flecha Valona 1942
La Flecha Valona 1942 se disputó el 19 de julio de 1942, y supuso la edición número 6 de la carrera. El ganador fue el belga Karel Thijs. Sus compatriotas Frans Bonduel y Jacques Geus fueron segundo y tercero respectivamente.  

## Clasificación final
| Pos. | Ciclista           | Equipo                    | Tiempo   |
| ---- | ------------------ | ------------------------- | -------- |
| 1    | Karel Thijs        | Dilecta                   | 5h50'00" |
| 2    | Frans Bonduel      | Dilecta                   | s.t.     |
| 3    | Jacques Geus       | Génial Lucifer-Hutchinson | s.t.     |
| 4    | René Adriaenssens  | Helyett-Hutchinson        | s.t.     |
| 5    | Albert Ritserveldt | Dilecta                   | s.t.     |
| 6    | François Neuville  | Helyett-Hutchinson        | a 2'00"  |
| 7    | August Janssens    | Helyett-Hutchinson        | a 2'15"  |
| 8    | Joseph Moerenhout  | Dilecta-Wolber            | s.t.     |
| 9    | Edward Van Dijck   | Helyett-Hutchinson        | a 3'00"  |
| 10   | Camille Muls       | Alcyon-Dunlop             | a 4'00"  |